# برناردو گاندولا
برناردو گاندولا (انگلیسی: Bernardo Gandulla; ۱ مارس ۱۹۱۶ – ۷ ژوئیهٔ ۱۹۹۹) بازیکن فوتبال اهل آرژانتین بود.
از باشگاه‌هایی که در آن بازی کرده‌است می‌توان به باشگاه ورزشی واسکو دوگاما و باشگاه فوتبال بوکا جونیورز اشاره کرد.
وی همچنین در تیم ملی فوتبال آرژانتین بازی کرده‌است.